# 周成方
周成方（1962年5月—），男，汉族，浙江奉化人，中华人民共和国政治人物。

## 生平
曾任广西壮族自治区人民政府副主席、自治区公安厅厅长、广西壮族自治区政协副主席等职务。现任广西壮族自治区政协党组成员。